# Tony Weare
Tony Weare   (Wincanton, 1 de gener de 1912 - 2 de desembre de 1994) va ser un dibuixant de còmics anglès més conegut per dibuixar Matt Marriott, una tira occidental diària escrita per Jim Edgar, que es va publicar a The Evening News de 1955 a 1977.
Weare va néixer a Wincanton, Somerset, i va estudiar dibuix a la Bournemouth School of Art, però es va convertir en un soldat en un regiment de cavalleria on va desenvolupar l'amor pels cavalls. A més de Matt Marriott, també va treballar a Mickey Mouse Weekly, on va treballar a "Billy Brave", "Pride of the Circus", "Savage Splendor" i "Robin Alone". Va il·lustrar "The Colditz Story" per a Junior Express i va ser escollit Serious Strip Cartoonist of the Year, 1961. Als anys 80 va dibuixar "Rookwood" per a la revista Look and Learn i algunes seqüències a la V de Vendetta d'Alan Moore i David Lloyd, per invitació de Lloyd, admirador de la seva obra.
David Lloyd va escriure sobre ell:
| « | Tony va ser un dels pocs artistes de bandes aquí i als Estats Units, les identitats creatives dels quals no deuen res a l'herència de l'estilització que va influir en molts altres creadors de tires d'aventures de diaris; era principalment un il·lustrador al qual li agradava dibuixar. . . . També tenia un excel·lent domini de la llum i l'ombra, cosa que va promoure la impressió que estava dibuixant alguna cosa que podia veure davant seu, en lloc d'una cosa que havia construït a partir de la seva imaginació. | » |